# Hilti
Hilti er en virksomhed i Liechtenstein for fremstilling af værktøj og maskiner til byggeindustrien. Virksomheden beskæftiger over 25.000 medarbejdere, fordelt på mere end 120 lande.

## Firmaets start
I 1941 åbnede de to brødre Martin Hilti og Eugen Hilti et mekanisk værksted med fem ansatte i den lille by Schaan i Liechtenstein, tæt på landets hovedstad Vaduz. Firmaets hovedkvarter ligger stadig samme sted.

## Ejerskab
De to brødre overdrog i 1980 familien Hiltis aktier til en stiftelse. Siden 2003 ejes alle A-aktierne og næsten alle B-aktierne af Martin Hiltis Familiefond.

## Virksomheden i dag
Hilti har cirka 1.500 ansatte i Schaan og er Liechtensteins største arbejdsplads. Hilti har herudover produktionsanlæg og udviklingsafdelinger rundt om i Europa, Asien og Amerika. Hovedparten af salget sker gennem direkte salg til kunderne i byggebranchen.
Hilti er bedst kendt verden over for sine borehamre, men producerer en lang række andre produkter, bl.a.:
- Laserbaseret måleværktøj
- Elektriske bore- og mejselværktøjer
- Diamantskæreteknik
- Brandbekæmpelsesudstyr
- Fugeskum
- Boltpistoler
- Murpløkke og ekspansionsbolte
- Skrueværktøj
- Bygningsbeslag